# Folkefronten (Ukraine)
 For alternative betydninger, se Folkefronten. (Se også artikler, som begynder med Folkefronten)
Folkfronten (ukrainsk: Народний фронт, tr. Narodnij front) er et liberalkonservativt parti i Ukraine, stiftet i august 2014. Folkfrontens partileder er Oleksandr Turtjinov. Andre prominente medlemmer er premierminister Arsenij Jatsenjuk, Tetiana Tjornovil, Dmytro Tymtjuk, Mykhailo Havrylyuk, Arsen Avakov, Pavlo Petrenko, Andrij Parubij og Ljudmyla Denisova. Flere af dem er tidligere medlemmer af Julia Tymosjenkos parti Fædrelandsforbundet.

## Valgresultat ved parlamentsvalget 2014
- Partiets støtte ved parlamentsvalget 2014 (% af de afgivne stemmer) i forskellige oblaster i Ukraine.